# Wallrothiella subcorticalis
Wallrothiella subcorticalis är en svampart som först beskrevs av Mordecai Cubitt Cooke, och fick sitt nu gällande namn av Wilhelm Kirschstein 1936. Wallrothiella subcorticalis ingår i släktet Wallrothiella, ordningen Coniochaetales, klassen Sordariomycetes, divisionen sporsäcksvampar och riket svampar.   Inga underarter finns listade i Catalogue of Life.